# Яґдсгоф
Яґдсгоф - місцевість у складі округу Фьоріцталь у районі Зоннеберґ у Тюрінгії .

## Положення
Яґдсгоф розташований на південний схід від Юденбаха на південному схилі гори Яґдсгофер на висоті 689 метрів над рівнем моря у Франконському лісі. Окружним шосе № 1 має сполучення з земельним шосе № 2661, і таким чином з усім дорожнім рухом.

## Історія
Вперше село згадується в документах у 1340 році. 
В аграрному містечку ще не було наприкінці 19-го століття постійних робочих місць для зимового часу,  підприємець із Кронах Карл Кохніс помітив це і створив мануфактуру карнавальних масок, які він дуже успішно збував у період карнавалів в окрузі Кельна.
1 липня 1950 р. раніше незалежна громада Мьонхсберґа була включена до складу Яґдсгофа. З 1 липня 1994 Яґдсгоф був в одному районі з Юденбахом і перейшов разом з ним 6 липня 2018 року до нового муніципалітету Фьоріцталь.

## Вебпосилання
- Яґдсгоф [Архівовано 22 січня 2021 у Wayback Machine.] на вебсайті муніципалітету Фьоріцталь